# Cosmología cuántica
En física teórica, la cosmología cuántica es un campo joven que procura estudiar el efecto de la mecánica cuántica en el universo. En la cosmología cuántica, el universo se trata como una función de onda en lugar del espacio-tiempo clásico. Este enfoque intenta responder preguntas abiertas de la cosmología física clásica, particularmente aquellas relacionadas con los primeros momentos del universo después del Big Bang. El Big Bang/Big Crunch es reemplazado por un rebote cuántico removiendo de esta manera las singularidades. A pesar de muchas tentativas, el campo sigue siendo una rama algo especulativa de la gravedad cuántica. 
La cosmología clásica se basa en la teoría general de la relatividad de Albert Einstein que describe muy bien la evolución del universo, siempre que no te acerques al Big Bang. Es la singularidad gravitacional y el tiempo de Planck donde la teoría de la relatividad no logra proporcionar lo que debe exigirse de una teoría final del espacio y el tiempo. Por lo tanto, se necesita una teoría que integre la teoría de la relatividad y la teoría cuántica. Este enfoque se intenta, por ejemplo, con la cosmología cuántica de bucles, la gravedad cuántica de bucles, la teoría de cuerdas y la teoría de conjuntos causales.